# Sagaredzjo
Sagaredzjo (georgiska: საგარეჯო) är en stad i regionen Kachetien i Georgien. Staden ligger 58 kilometer öster om landets huvudstad Tbilisi och 104 kilometer från regionens huvudort Telavi. Staden hade 10 871 invånare år 2014. Distriktets högsta berg, Tsivi, är 1991 meter högt, medan stadens högsta punkt ligger 700 m ö.h. Staden är administrativt centrum för Sargaredzjodistriktet. Staden är nämnd i skrift först under 1000-talet, under namnet Tvali. Namnet kom senare att bli Sagaredzjo, "av Garedzja", vilket indikerar att området styrdes av David Garedzjaklostret. Staden fick sin stadsstatus 1961.

## Geografi
Staden ligger mellan 500 och 700 meter över havet. Sagaredzjo ligger vid båda vallarna av floden Tvalchevi, och vid den södra sluttningen av Tsiv-Gomboripasset. Den norra delen av Sagaredzjo ligger vid sluttningen av den högra sidan av floden Tvalchevi, där det finns flera parker.